# 非洲睡蓮
非洲睡蓮（学名：Nymphaea capensis）又名南非蓝睡莲，为睡蓮科睡蓮屬下的一个种。其种加词“capensis”意为“南非开普省的/好望角的”。